# Det internationale møllemuseum i Gifhorn
Det Internationale Vindmølle- og Vandmøllemuseum i Gifhorn, Niedersachsen, Tyskland er et frilandsmuseum med nogle for europæiske forhold enestående attraktioner. På museets ca. 16 hektar store frilandsareal befinder der sig 15 bygningsværker, der enten er originale eller nøjagtige kopier af møller fra 12 forskellige lande. Hver enkelt mølles omgivelser er udformet som typiske for oprindelseslandets topografi. I tilknytning til møllerne er der forskellige for mølleriet typiske genstande. Hovedbygningen indeholder bl.a. ca. 50 nøjagtige modeller af forskellige mølletyper fra det meste af verden.

## Museets historie
Grundlæggeren Horst Wrobel opdagede under en flyvetur ved Elm i 1965 en gammel stubmølle, som stadig var i funktion. Wrobel byggede en kopi af møllen i målestoksforholdet 1:25 og opbyggede en samling af møllelitteratur. I 1974 indrettede han i Suhlendorf et privat museum med møllemodeller, som han havde bygget. I 1977 fik han af de lokale myndigheder i Gifhorn støtte til at flytte sin samling til den nuværende placering.
Møllemuseet åbnede officielt i 1980 efter at et større udgravningsarbejde med bl.a. anlæg af den kunstige sø på fem hektar var blevet gennemført. Søen er forbundet med floden Ise, og indgår i reguleringen af dennes vandstand. Ved åbningen bestod museet af tre møller, en stubmølle, en jordstående hollandsk vindmølle og en tyrolsk vandmølle. I 1983 opførtes et bageri og frem til 1990 blev der opbygget et landsbylignende centrum for museet, der løbende udbygges.

## Møllemodeller
Kernen i anlægget er den 800 m² store udstillingshal. Her vises bl.a. videoer om mølleriets udvikling gennem tiderne, ligesom der er over 50 miniatureudgaver af originale møller fra 20 forskellige lande.
Udvalgte møllemodeller:
| - Abbenroder mølle fra Cremlingen - femvinget mølle fra Wendhausen ved Lehre - Britisk mølle fra Framlingham i Suffolk - Hollandsk Wipmohle fra Nieuwersluis - Ægyptisk Mølle - Irsk mølle i Wexford - Persisk oliemølle i Isfahan - Persisk trædemølle i Karasan - Vindmølle ved Montmartre I Paris |

## Landsbypladsen
Centrum i Frilandsmuseum er landsbypladsen () med tre håndværksbygninger, der er placeret i en rundkreds:
- Bageri - og møllehuset, der blev bygget i 1983 i traditionel Niedersachsen – stil med plads til ca. 250 gæster.
- Brødhuset, bygget i 1985 er en kopi af en tilbygning til en traditionel bondegård fra oplandet til Gifhorn. Her bages brød i stenovne efter gamle opskrifter.
- Restaurationen er bygget i 1990 i historisk stil.

## Møllerne

### Tysk Galleri-hollænder ’’Sanssouci’’
Siden 1984 har der på landsbypladsen stået en mølle, som er en kopi af den historiske mølle ved slottet Sanssouci i Potsdam. Den 40 meter høje original fra 1788, brændte i 1945 under bombardementerne i 2. verdenskrig, men den er i 1993 blevet genopført i Potsdam. Det er en hollandsk vindmølle med galleri, som er berømt på grund af myten om, at dens vinger forstyrrede Frederik den Store af Preussen, da han overnattede i nærheden. Historien om møllen præsenteres for publikum på Gifhorn - museet.

### Den tyske stubmølle Viktoria
Stubmøllen ”Viktoria” er oprindelig fra 1816, hvor den blev opført i Osloss, men i 1882 blev den flyttet til Neuhaldensleben, hvor den var i drift indtil 1940. Landskredsstyret i Gifhorn købte den forfaldne mølle i 1977 og overdrog den til Horst Wrobel, som fik den restaureret i funktionsdygtig stand i 1980, hvor den blev genopført på møllemuseet.

### Den tyske hollændermølle Immanuel
Møllen stammer fra Westdorf i Ditmarsken, hvor den blev bygget i 1848 . Den er en af de tre oprindelige møller, som museet kunne fremvise ved åbningen. Det er en hollandsk vindmølle med kælder og gennemkørsel til vogntrafik. Den har oprindelig været med manuelt krøjeværk, men er ved flere ombygninger blev udstyret med vindrose og jalousier, så den også svikker automatisk. Den sidste aktive møller tilbød i en avisannonce i 1969 at skænke møllen til den, som ville genopbygge den. Forlæggeren Axel Springer modtog tilbuddet og overdrog senere møllen til møllemuseet i Gifhorn, hvor den blev genopført i 1979. 

### Tyrolsk vandmølle
Den næsten 300 år gamle vandmølle fra Iselsberg-Stronach ved Lienz i Tyrol er også blandt de tre møller, som museet havde fået opbygget ved indvielsen. Vandmøllen er anlagt ved en dam i landskabet. Den er opbygget af massive lærketræstammer og forsynet med to overfaldshjul.

## Tysk hestemølle
Hestemøllen fra 1797 var oprindelig placeret i Hüllhorst ved Minden og er antagelig Tysklands største hestemølle. Det store kamhjul har 320 tænder og en diameter på 32 meter og er det største kendte drev af sin type.

### Den græske mølle fra Mykonos
Ved udvidelsen af museet i 1987 blev en græsk tårnmølle opført på en kunstig ø. Den hvidkalkede mølle er oprindelig opført i Mykonos og har fast tag og drives af 12 sejlførende vinger.

### Denukrainskevindmølle Natascha
I 1988 besøgte generalkonsulen fra Sovjetunionen museet for at indvie Natascha, som er bygget med en mølle i Gifhorns venskabsby i Korsun-Schewtschenkowski i Ukraine nær Kiev, hvor i dag er indrettet som restaurant med navnet „Vitrjak“ (vindmølle). Undermøllen har tag, er opbygget i stil med et bjælkehus og udført i stammer af gran og fyr. Overmøllen er udstyret med et galleri, som hviler på undermøllens tag.

### Ungarsk Skibsmølle fra Donau-området
I 1989 blev Donau-Skibsmøllen „Julischka“ opført. Den stammede fra floden Ise og består af to træskibe, imellem hvilke det store vandhjul drejer. I det største af skibene befinder mølleværket sig, mens drevet til møllehjulet er placeret i det mindste skib.
Denne mølletype var karakteriseret ved, at mølleren samtidig var skibets kaptajn. Hans opgave var at finde de bedste strømforhold i floden for at optimere møllens ydeevne. Skibsmøller var til besvær for den øvrige skibsfart, og derfor blev der mange steder indført restriktioner. Således blev det i 1861 forbudt at bygge nye skibsmøller på Rhinen, og den sidste af typen blev nedlagt i 1926.

### Portugisisk vindmølle fra Algarve
Møllen blev opført i 1993 ved siden af den græske mølle og stammer fra Torres Vedras i Portugal. Denne type findes især ved Algarvekysten. De fire trekantede sejl er typisk for møller fra områder nær Middelhavet.

### Vindmølle fra Mallorca
Møllen „Moli de Tramuntana“ blev opført i år 2000 med møller fra området nær Palma de Mallorca på Mallorca som forbillede. Det runde tårn er placeret oven på en retvinklet undermølle, hvor møllerfamilien havde sin bolig. Møllen har seks stofbetrukne vinger med et vingefang på ca. 20 meter i diameter. I Museumsmøllen er der i undermøllen en udstilling med oplysninger om møllerne på Mallorca, hvor det bl.a. fremgår, at øen har næst flest gamle vindmøller i Europa i forhold til befolkningens størrelse. 

### Russisk stubmølle
Den russiske stubmølle blev bygget i 2001 i Rusland og transporteret til Gifhorn med lastvogn. Den er en kopi af en mølle fra Arkhangelsk og er en gave fra „Andrej-Rublijow-Stiftelsen“ i Moskva.

### Vindmølle fra Provence i Frankrig
Vindmøllen fra Provence i Frankrig er bygget som en kopi af en mølle, der blev bygget i 1813 i Fontvieille nær Arles. Digteren Alphonse Daudet (1840–1897) har foreviget møllen i litteraturen i en bog med titlen Lettres de mon moulin (fransk originaludgave) fra 1869. I 1935 blev den originale mølle indrettet som museum, og den er gengivet på et fransk frimærke fra 1936. Denne type tårnmølle kendes allerede i 1200 – tallet og anses for den ældste franske vindmølletype. I 2002 blev kopien opført på møllemuseet og navngivet „Alphonse Daudet”

### Koreansk vandmølle
Den koreanske Stampemølle er en gave fra den Sydkoreanske guvernør i Tyskland. Det er en vandmølle med overfaldshjul, som er blevet nedtaget fra dens oprindelige plads i Gang-won-do og herfra transporteret til Gifhorn.

### Taiwanesisk trædemølle
Fra Taiwan stammer museets vand- trædemølle, der forsynes med vand fra et højere liggende plateau. Der findes ikke andre mølletyper på oprindelsesøen.

### Serbisk vandmølle
Som den foreløbig nyeste, opførtes en ca. 100 år gammel vandmølle i maj 2005, den serbiske mudra Milica“, som drives af et skovlhjul. Den er en forgænger for Pelton-turbinen. Skovlhjulet er i stand til at udnytte selv små vandmængder optimalt og er velegnet i bjergområder, fx Alperne og Karpaterne. Møllen er en gave, som den serbisk-ortodokse biskop Lavrentije fra Diözese i Šabac-Valjevo regionen overdrog museet ved 25- års jubilæet.

### Den skotske vindmølle
Denne helmurede tårnmølle, kaldet Lady Devorgilla befinder sig ikke på museets jord, men i umiddelbar nærhed i udkanten af midtbyen. Den ejes af bystyret i Gifhorn og er en kopi af en skotsk vindmølle fra ca. 1790, beliggende på „Corbey Hill“ ved Dumfries, som er Gifhorns skotske venskabsby.
- Vindmøllen ”Viktoria”
- Den ungarske skibsmølle
- Tårnmøllen fra Mykonos
- Den portugisiske mølle
- Mølle fra Mallorca
- Mølle fra Provence, Frankrig
- Den skotske vindmølle

## Den russiske stavkirke
Kirken er en kopi af en kirke, der er bygget i 1765 i den russiske landsby Kosljatjewo. Den er 27 meter høj og forsynet med otte forgyldte kupler.

## Weblinks
- Wikimedia Commons har flere filer relateret til Det internationale møllemuseum i Gifhorn
- Møllemuseets Website Arkiveret 3. februar 2018 hos  Wayback Machine
- Panoramabilleder Arkiveret 24. april 2014 hos  Wayback Machine fra Suedheide-gifhorn.de

52°29′37″N 10°32′52″Ø / 52.49361°N 10.54778°Ø